# Szivek Norbert
Szivek Norbert (1975. április 11. –) magyar jogász, pénzügyi szakember, a Magyar Nemzeti Vagyonkezelő volt vezérigazgatója.

## Tanulmányai
Az Európai Magyar Gimnáziumban, a bajorországi Kastl-ben érettségizett 1994-ben. Ezek után egy évre a Heidelbergi Egyetem vagy a Mannheimi Egyetem hallgatója volt, majd jogi tanulmányait Budapesten folytatta, a Pázmány Péter Katolikus Egyetem Jog- és Államtudományi Karán. Angol nyelvből középfokú, németből felsőfokú nyelvvizsgája van.

## Pályafutása
Diplomája megszerzése után a Pénzügyi Szervezetek Állami Felügyeleténél helyezkedett el, bank- és tőkepiaci engedélyezői pozícióban. Egy évvel később, 2002-ben előbb a telekommunikációval foglalkozó GaTeS Group Kft., majd az energetikával foglalkozó NRG-GAS Kft. ügyvezető igazgatójává nevezték ki. Utóbbi pozíciójában három évet töltött. Ezzel párhuzamosan, 2003-tól 2005-ig az Autóker Holding Zrt. ügyletág-igazgatója lett. 2005-ben a szintén energetikával foglalkozó ELMIB Zrt. igazgatósági tagja, 2006-ban és 2007-ben Várda Drink Zrt., egy szeszipari cég igazgatósági elnöke. 2008 és 2015 között egy svájci energetikai cég, a Cretum Consult Ag. vezérigazgatója, ezzel egy időben, 2013 és 2014 között a szintén energetikával foglalkozó ENEFI Nyrt. igazgatósági tagja.
2015. február 16-án Magyar Nemzeti Vagyonkezelő Zrt. vezérigazgatójává nevezték ki. Emellett több más vállalat: a Magyar Villamos Művek Zrt., a Panrusgáz Gázkereskedelmi Zrt. és a Richter Gedeon Nyrt. igazgatósági tagja és a MOL Zrt. felügyelőbizottsági tagja.
2018. augusztus 31-i hatállyal távozott a Magyar Nemzeti Vagyonkezelő Zrt. éléről, közös megegyezéssel. Jelenleg stratégiai tanácsadóként dolgozik a társaságnál.

## Kritikák személye körül
Többek között a svájci cégéről szóló írása miatt beperelte a Heti Választ. A pert Szivek Norbert jogerősen elvesztette.
Nagy sajtóvisszhangot keltett egy 2018-ban kiszivárgott felvétel, amin Kisvári Jánossal, a repülőgépek földi kiszolgálását ellátó, állami Malév Ground Handling Zrt. korábbi vezérigazgatójával beszélget. A felvételen Szivek Norbert számonkéri Kisvári Jánoson, hogy miért fordult a Gazdasági Versenyhivatalhoz egy korábbi megvesztegetési kísérlet kapcsán. Amellett érvel, hogy Kisvári ezzel saját cégének okozott kárt, valamint Kisvári személyét minősíti, amiért az a hatóságokhoz fordult.
Az Átlátszó.hu cikke szerint számos cég, többek között felszámolás alatt álló cégek tulajdonosa vagy társtulajdonosa. 

## Családja
Édesapja, Szivek Ferenc a szállodaiparban dolgozott, majd a rendszerváltás után egy szerszámgyárat vásárolt, ahol kandallógyártásba kezdett.
Házastársa, Bentzik Réka az MVM Magyar Villamos Művek Zrt. korábbi kommunikációs vezetője.

## Érdekességek
2017 májusában a Magyar Golfszövetség elnökévé választották.